# Daktui
Daktui (en rus: Дактуй) és un poble de l'óblast de l'Amur, a Rússia, que el 2018 tenia 590 habitants, pertany al districte de Magdagatxi.